# Per Sundberg (schermidore)
Per Lennart Harald Sundberg (Malmö, 8 maggio 1949 – Höllviken, 3 maggio 2015) è stato uno schermidore svedese, vincitore di una medaglia di bronzo ai campionati mondiali di scherma.